# Johann Schulte (Politiker, 1662)
Johann Schulte (* 12. Juni 1662 in Hamburg; † 13. Januar 1719 ebenda) war ein deutscher Kaufmann und Hamburger Ratsherr.

## Herkunft und Familie
Schulte war ein Sohn des Hamburger Bürgermeisters Johann Schulte (1621–1697) aus dessen Ehe mit Elisabeth Reinstorp (1631–1709).
Am 24. September 1688 heiratete er Johanna Guhl (1665–1741). Dieser Ehe entsprossen sechs Kinder. Der einzige Sohn Johannes verstarb unverheiratet als Kaufmann in Lissabon.

## Leben und Wirken
Schulte etablierte sich anfangs als Kaufmann in Lissabon. Aus dieser Zeit sind Briefe seines Vaters an ihn erhalten. Ende der 1680er kehrte Schulte zurück nach Hamburg und übernahm verschiedene bürgerliche Ämter: 1692 wurde er in die Commerzdeputation gewählt, 1696 zum Artilleriebürger und 1697 zum Bauhofsbürger. Am 30. Mai 1703 wurde er zum Ratsherrn gewählt und führte dieses Amt über 15 Jahre lang, bis zu seinem Tod im Jahr 1719.